# 王莘 (音乐家)
王莘（1918年10月26日—2007年10月15日），原名王莘耕，男，江苏无锡人，中国音乐家，曾任第三、第四届全国人大代表，中国文学艺术界联合会荣誉委员，天津市文学艺术界联合会第三届荣誉委员，天津市音乐家协会名誉主席。中国音乐家协会“金钟奖”终身成就奖获得者。中國愛國歌曲《歌唱祖国》的词曲者。

## 生平
1918年10月26日出生于江苏无锡荡口镇。
1932年，在上海先施百货任见习店员。
1935年，结识冼星海等进步音乐家影响走上革命音乐之路。1936年，參加革命。
1938年，奔赴延安，在鲁迅艺术学院学音乐。1942年，任群众剧社领导工作。1943年，加入中国共产党。1949年，率群众剧社成员进入天津市。
1950年，国庆期間創作《歌唱祖国》。1951年9月15日《人民日报》发表《歌唱祖国》。1952年，《歌唱祖国》获得中华人民共和国文化部、中国文联举办的全国群众歌曲评比一等奖。1993年，《歌唱祖国》入选“20世纪华人音乐经典”。2001年，获音乐界最高奖“金钟奖”。
1982年，王莘突发脑血栓，半身不遂。2007年10月15日5时50分在天津逝世，享年89岁。

## 主要作品
- 《歌唱祖国》
- 《好时代》
- 《真理的旗帜》
- 《晋察冀》
- 《日头上山岗》
- 小歌剧《宝山参军》
- 《太极拳之歌》
- 抗击非典音乐专辑：《我哭了，又笑了》、《白衣英灵叶欣之歌》、《最可爱的人》、《众志成城》

## 影视形象
- 《理想照耀中国》之《歌唱！祖国》 郭晓东 饰

## 其它
- 1994年成立了“王莘歌曲创作奖励基金会”，为社会公益和音乐事业做出贡献。